# David Ekdahl
David Mattis Ekdahl, född 10 december 2002, är en svensk mästare i simhopp. Han har tävlat för Malmö Kappsimningsklubb. Han har även studerat naturvetenskapsprogrammet på Procivitas privata gymnasium i Malmö mellan åren 2018 och 2021.
Ekdahl utsågs 2022 till årets manlige simhoppare.

## Meriter

### Senior
- SM
  - Simhopp, 1 meter
    - 2020 i Malmö - 1:a